# La Cañada (ciudad de Córdoba)
La Cañada de Córdoba es el encauzamiento parcial del riachuelo La Cañada que cruza de suroeste a norte la ciudad de Córdoba, Argentina. Se origina en las coordenadas 31°31′42″S 64°22′40″O / -31.52833, -64.37778 en el espejo de agua La Lagunilla, al suroeste, cerca del Valle de Paravachasca. Las aguas de La Lagunilla proceden de las lluvias en los faldeos de la Sierra Chica cordobesa. Las aguas de La Cañada desembocan en la margen derecha del Río Suquía.
En la cultura cordobesa, La Cañada refiere al encauzamiento (actualmente de unos 3 km de longitud) y no al arroyo en sí, que es más extenso (de unos 28 km de longitud). Esta obra representa uno de los íconos de la ciudad.

## Ubicación y generalidades

El encauzamiento de este arroyo tiene una extensión de alrededor de 3 km y desemboca en el río Suquía.

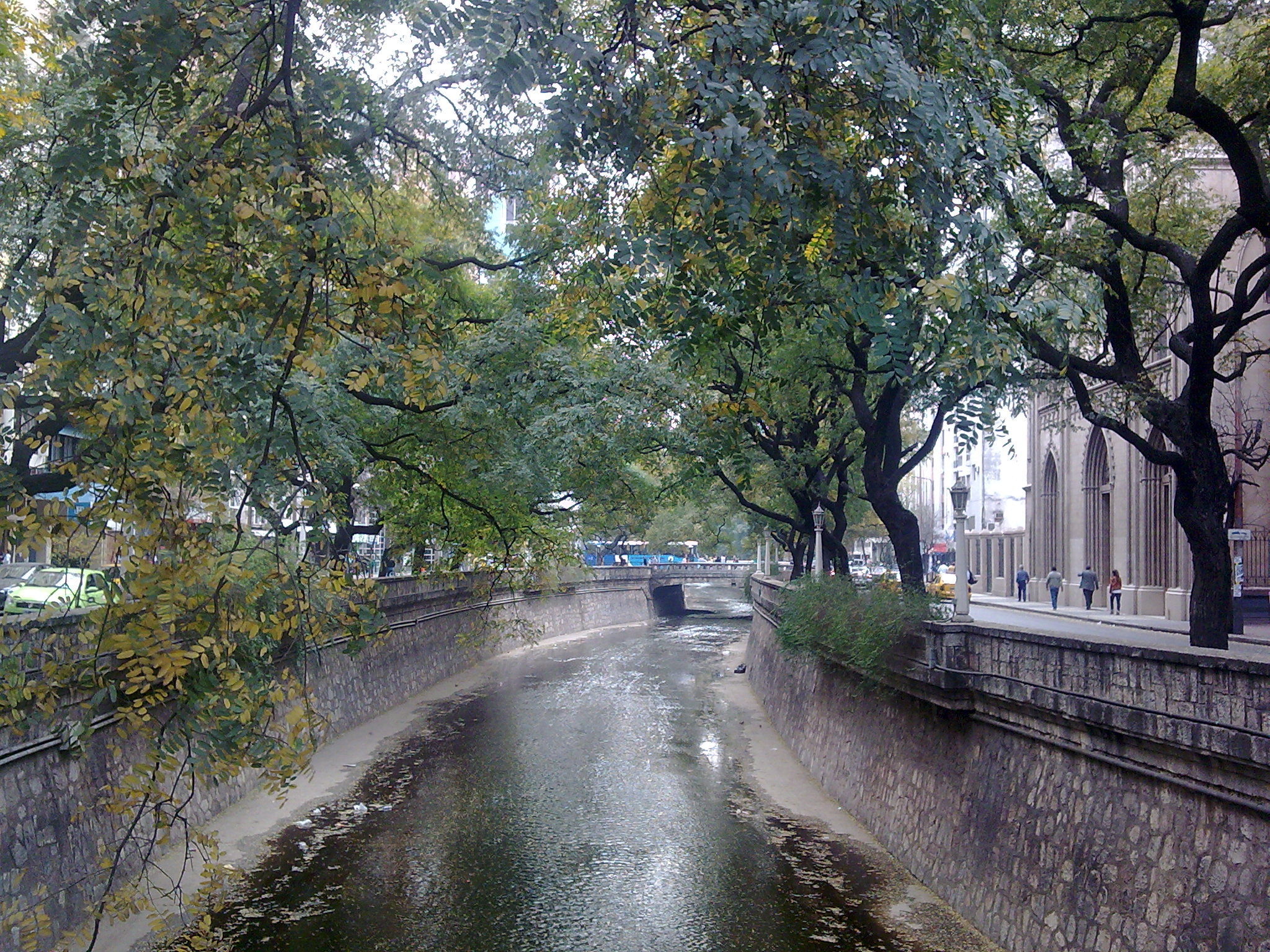
Vista de la Cañada y sus tipas desde el puente de calle 9 de julio.

La sección actualmente encauzada y forestada con tipas del riachuelo La Cañada va desde la calle Tronador hasta la calle Humberto Primo, atravesando de sur a norte a la ciudad de Córdoba. La construcción del calicanto (es decir, realizada con cantos rodados y cal) data de 1671, siendo el autor de esta obra Andrés Jiménez de Lorca, aunque nunca imaginó que se convertiría en un ícono de la ciudad y de sus habitantes. La construcción actual es mucho más reciente, del año 1944. Sus características más sobresalientes son sus diseños en piedra, surcada por numerosos puentes es acompañada por enormes árboles en su mayoría de la especie tipa, que enaltecen y adornan este singular paseo.

## Historia

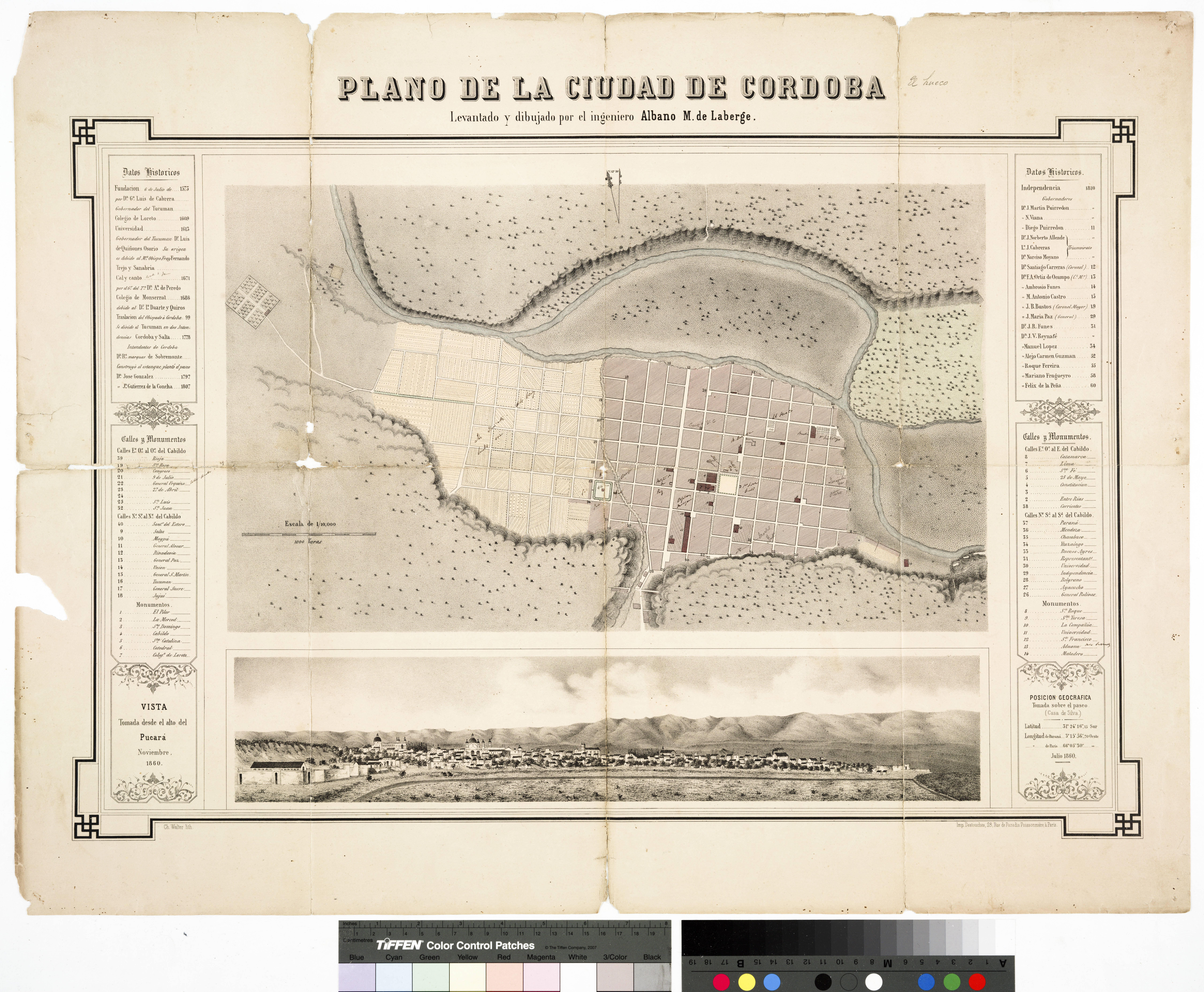
Plano de Córdoba de 1860. Se observan los cauces del arroyo la Cañada y del río Suquia como límites de la parte antigua de la ciudad.

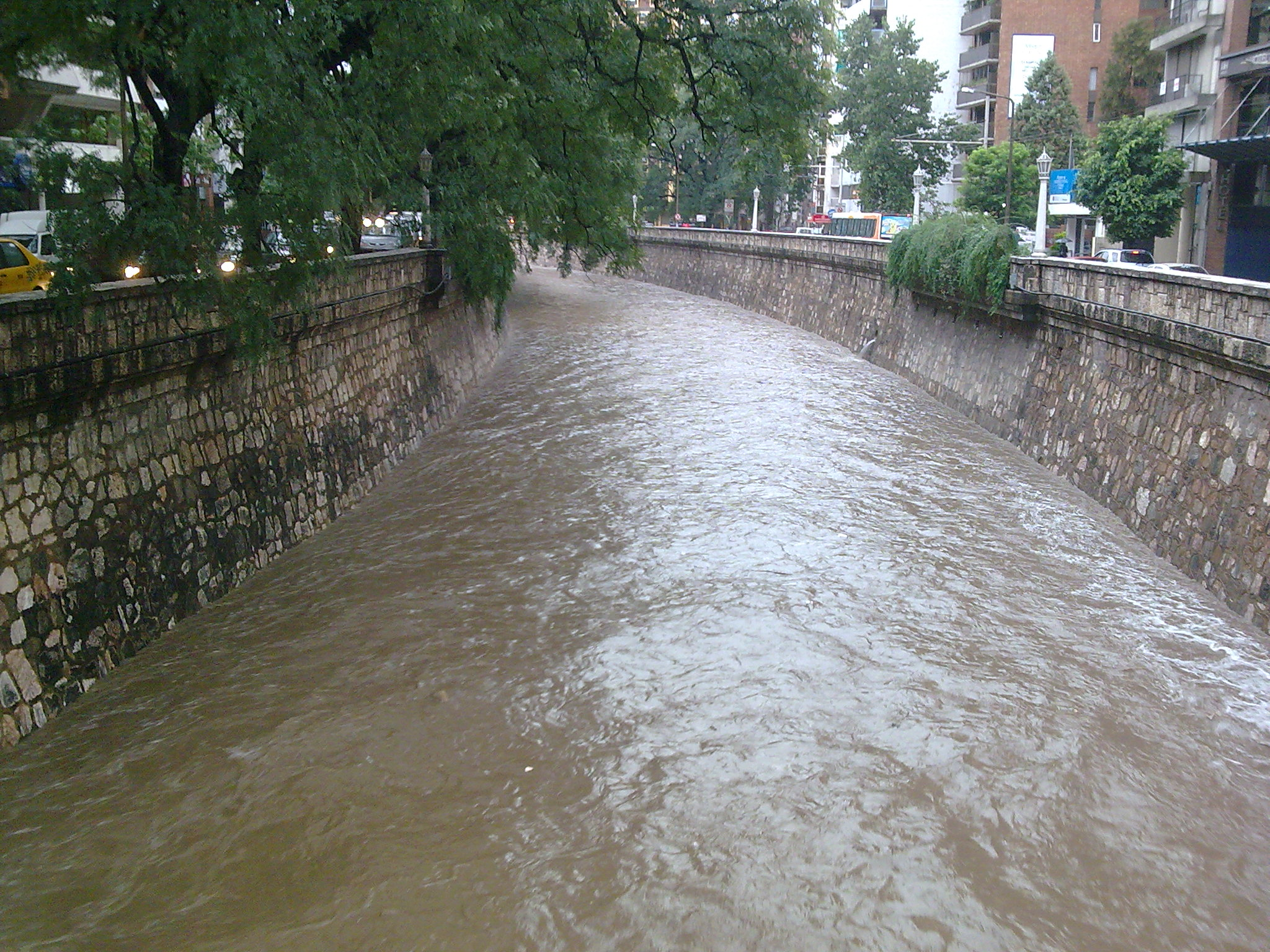
La obra de encauzamiento del riachuelo fue realizada debido a sus crecidas durante las fuertes lluvias pampeanas.

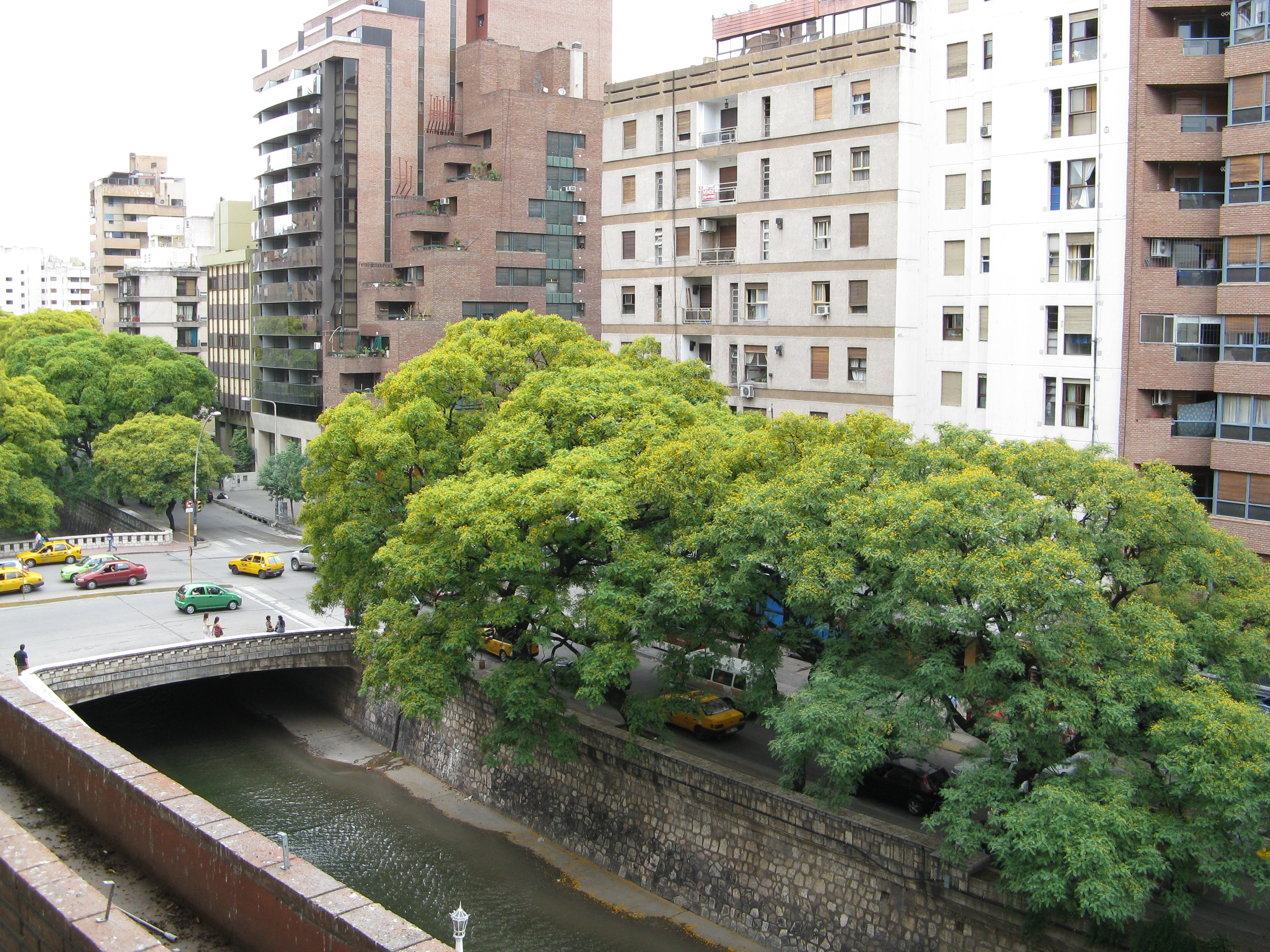
Las calles que cruzan la cañada, lo hacen a través de puentes.

Hasta inicios del siglo XX La Cañada era de hecho el límite occidental de la ciudad argentina de Córdoba, más al oeste comenzaba una zona de arrabales conocida extraoficialmente como "El Abrojal". Pese a su aparente mansedumbre, desde siempre amenazó con sus crecidas a la ciudad. El arroyo de La Cañada tiene su origen en La Lagunilla, un espejo de agua natural situado al suroeste de la ciudad. En tiempos donde el clima castigaba con sus lluvias torrenciales este cauce tranquilo se transformaba en un río violento que en muchas ocasiones arrasaba con todo lo que se encontraba en su camino, hasta cobrarse en muchas oportunidades vidas humanas. Por este motivo el primer trabajo de encauzamiento fue el famoso "Calicanto" (murallones de cantos rodados soldados con cal) cuyo diseño y proyecto es debido a los jesuitas. Pese a tal obra, hacia 1890 el arroyo se desbordó un día de madrugada, causando la muerte de unas 200 personas. Otra famosa tragedia sucedió en 1939, cuando su caudal arrasó con pavimento, ómnibus, muebles y animales, determinando así la construcción de las obras de encauce . Desde entonces los cordobeses se preocupan por hermosear su trayecto. En la lucha por vencer a la naturaleza muchos integrantes de la sociedad cordobesa, de diferentes estratos culturales, comenzaron a proyectar la idea de una obra que canalice este arroyo. En el gobierno de Amadeo Sabattini se dieron los primeros pasos y el 4 de julio de 1944 se inauguró oficialmente, que hoy con casi 3 kilómetros decora la ciudad con un murallón de piedras con puentes que atraviesa a la ciudad lograron contener esta furia de agua y convertirse en un ícono de la cultura cordobesa.

Hoy, jalonada de puentes de piedra de aire románico, La Cañada es para Córdoba un espacio mítico, escenario de las andanzas de la temida “Pelada de la Cañada”, un famoso "aparecido" (fantasma) que mantuvo en vilo a los trasnochadores de fines del siglo XIX y principios del XX.

## Construcción original
En 1623 se construyó un parapeto para contener las crecidas de ese hilo de agua que se embravecía con las lluvias. En 1671 se mejoró esa precaria protección con la construcción de El Calicanto.
El 31 de enero de 1871, una poderosa inundación produjo numerosos destrozos, impulsando la construcción de otro muro de contención más ancho y fuerte, hecho de cal y canto rodado. La obra fue de Andrés Jiménez de Lorca, ordenada por Ángel de Peredo, gobernador de Córdoba del Tucumán. Pero tuvo que ser reconstruido numerosas veces. 
La última gran crecida ocurrió el 15 de enero de 1939 y anegó las calles hasta la Plaza San Martín. Del antiguo calicanto, que se mantuvo hasta 1944, a instancias de un pedido del escultor Miguel Ángel Budini al entonces gobernador Juan Ignacio San Martín, se conserva un fragmento. Está en la plazoleta de bulevar San Juan y La Cañada.

## La Sistematización
El canal fue construido en la segunda mitad del siglo XX, en tres etapas diferentes, para contener las crecidas.
1. El primer tramo se realizó entre 1944 y 1948, bajo la intendencia de Donato Latella Frías. Con un ancho de 15 metros y 18 puentes, se extendió a lo largo de 2.500 metros. Durante las excavaciones de la primera etapa de sistematización, sorprendió a los cordobeses el hallazgo de restos fósiles correspondientes a la especie prehistórica del Megaterio en inmediaciones de la Iglesia del Carmen.
2. El segundo tramo se concretó entre 1983 y 1991 (gestión municipal de Ramón Mestre) y cubrió 700 metros; sumó tres puentes.
3. El tercero, emplazado entre 1991 y 1999, agregó 3.800 metros a la obra ya existente, con cinco puentes nuevos. El último tramo no está hecho de hormigón sino que las barrancas están recubiertas, entre otros elementos, por piedra bola.[4]
4. En la esquina de 9 de julio su profundidad medida desde el centro del puente llega a 6 m.

## Los puentes
Vistosos, funcionales, fueron encargados por el marqués de Sobremonte. El primero de ellos se edificó en 1796 sobre la calle 27 de Abril, a base de hormigón, piedra y ladrillo. Los desagües de las viviendas ubicadas en las costas daban al cauce. Desde 1999 la Cañada es atravesada por 26 puentes.

## Las tipas
Originalmente árboles de algarrobo bordeaban el arroyo, pero en la primavera de 1948 se plantaron 375 ejemplares de tipas, de origen tucumano.
Los árboles de La Cañada son parte de la postal urbana. Inmortalizadas en poemas y canciones, las famosas tipas blancas fueron seleccionadas por el pintor e ingeniero agrónomo Heraldo Guido Nicolea y provistas por el viverista Manuel Rueda. Su floración es amarilla y se produce entre noviembre y diciembre.
Las tipas sufren de un desequilibrio de la copa, y es que la arboleda se inclina hacia adentro buscando la luz natural, que es tapada por los edificios construidos alrededor de La Cañada.

## La Pelada de la Cañada
"La Pelada" es un personaje emblemático del folclore cordobés de finales del siglo XIX y principios del XX. Este espectro forma parte del imaginario popular de la ciudad de Córdoba, Argentina, y su historia ha sido transmitida a través de diversas fuentes orales, presentándose en múltiples versiones que persisten hasta la actualidad. "La Pelada" era una figura fantasmal y melancólica, posiblemente un alma en pena. Algunos la relacionan con otros mitos regionales como "La Viuda" o "La Llorona", figuras espectrales que comparten elementos en común con esta leyenda cordobesa.
Las apariciones de "La Pelada" se manifestaban en dos formas diferentes, ambas asociadas con el antiguo cauce de La Cañada, desde el Pueblo Nuevo (hoy parte del barrio Güemes) hasta la calle 27 de Abril. Los relatos populares describen una de sus manifestaciones como un bulto de baja estatura, envuelto en un manto negro que ocultaba su rostro. Esta figura, menuda y joven en apariencia, se materializaba durante la noche, especialmente cerca del calicanto. Acompañaba silenciosamente a los transeúntes, llorando mientras los seguía, y desaparecía si intentaban verla de cerca o entablar contacto. Se dice que, al acercarse a los faroles, "La Pelada" se quitaba el velo que cubría su cabeza, revelando un rostro cadavérico y una cabeza completamente calva, lo que le otorgó su nombre característico.
Las cinco esquinas (Belgrano esquina Montevideo) son emblemáticas dentro del entorno del pintoresco y concurrido barrio de Güemes. 

... Parece, Pelada
que solo anduviste,
junto a La Cañada
como un alma triste
¡Clamando oraciones!
¡Velas y novenas!
viejas devociones
para "almas en pena"
ya casi olvidadas
que al fin conseguiste
y, entonces "Pelada"
por eso te fuiste.

Fragmento de "Ancua” (1949) de Azor Grimaut.

## Maravilla de Córdoba
Las Siete Maravillas de Córdoba fue una iniciativa organizada por el diario La Voz del Interior, con el auspicio de Agencia Córdoba Turismo, en donde invitaba a los habitantes de la provincia de Córdoba y a quienes quisieran participar, de la elección de monumentos o lugares que considerasen más significativos de la mediterránea provincia. Finalizada esta elección, La Cañada quedó segunda entre las siete maravillas artificiales, por detrás de la Iglesia de los Capuchinos.